# Królewski Instytut Nauk Przyrodniczych Belgii

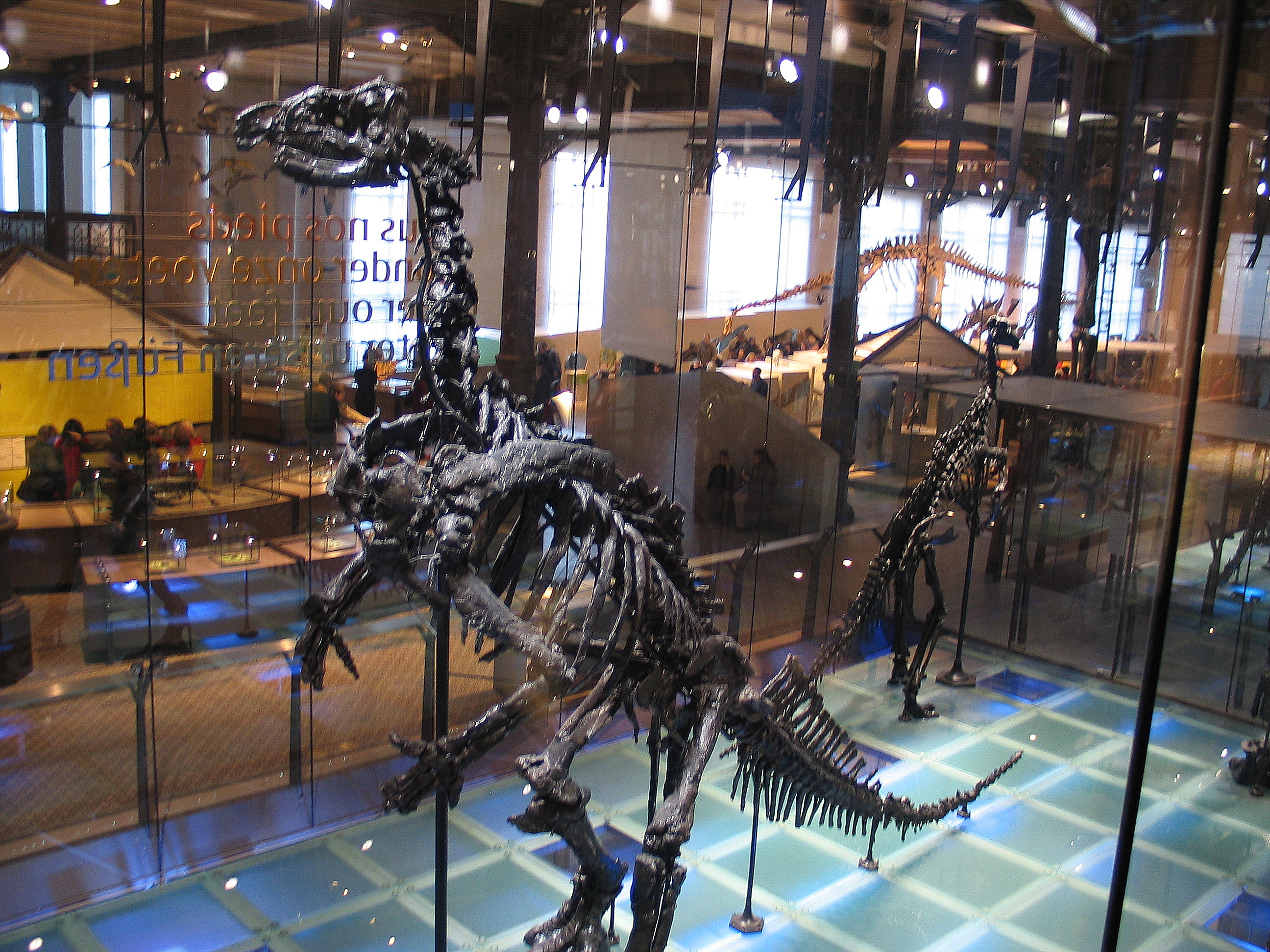
Szkielety iguanodonów w muzeum

Królewski Instytut Nauk Przyrodniczych Belgii – placówka naukowa i muzeum w Brukseli w Belgii, poświęcone historii naturalnej. Obecnym (2016) dyrektorem instytucji jest Camille Pisani.

## Historia
Część eksponatów, które dziś przechowywane są w instytucie, pochodzi z kolekcji księcia Karola Lotaryńskiego, który w latach 1744–1780 pełnił funkcję namiestnika Niderlandów Austriackich. Kolekcja ta składała się nie tylko z przedmiotów odnoszących się do historii naturalnej, ale też uzbrojenia, malowideł i medali. Po śmierci Karola Lotaryńskiego dzięki wsparciu finansowemu cesarza Józefa II Akademia Nauki i Literatury zakupiła część spośród zgromadzonych przez księcia eksponatów. Po zajęciu Brukseli przez siły francuskie w 1797 roku część zbiorów została splądrowana, zaś pozostałe eksponaty zostały wysłane do muzeum w nowo utworzonej uczelni wyższej École centrale de Bruxelles. Zamknięcie uczelni w roku 1802 zagroziło istnieniu ekspozycji. Dzięki zapobiegliwości kustosza Adriena Dekina kolekcję udało się ocalić. W 1811 roku zakupiły ją władze Brukseli, zaś w 1815 roku nastąpiło jej ponowne udostępnienie dla zwiedzających. Podczas 15-letniego okresu istnienia Królestwa Zjednoczonych Niderlandów muzeum przetrwało dzięki wsparciu finansowemu króla Wilhelma I. W 1842 roku eksponaty zostały przekazane Królestwu Belgii, zaś w 1846 roku muzeum przemianowano na Królewskie Muzeum Historii Naturalnej Belgii.
W kolejnych latach muzeum zostało wzbogacone o wypchane ssaki i ptaki oraz liczne skamieniałości sprowadzane z różnych części kraju. Pierwszy dyrektor muzeum Bernard de Bus de Gisignies (1808–1874) podarował muzeum swoją prywatną kolekcje liczącą 2000 spreparowanych ptaków. 
Na początku XX wieku dotychczasowe sale muzealne w Pałacu Karola Lotaryńskiego stały się zbyt małe, by pomieścić całą kolekcję. Prace nad budową nowej siedziby rozpoczęły się w 1934 roku. Przerwał je wybuch II wojny światowej. Wznowiono je wprawdzie po zakończeniu globalnego konfliktu, lecz z powodu kłopotów finansowych zakończone zostały dopiero w latach 80. XX wieku. W 1948 roku muzeum zostało przekształcone w Królewski Instytut Nauk Przyrodniczych Belgii. Od tego czasu poza pomieszczeniami muzealnymi w ramach instytucji funkcjonują również liczne laboratoria oraz repozytoria.

## Muzeum
Głównym pomieszczeniem muzeum jest Galeria Dinozaurów o powierzchni 3000 m². Jest to największa w Europie wystawa w całości poświęcona dinozaurom. Część centralną ekspozycji stanowi gablota o powierzchni 300 m², w której przedstawiono szkielety 30 iguanodonów odnalezione pod koniec XIX wieku w belgijskiej kopalni Bernissart. Na wystawie przechowywana jest także replika największego odnalezionego szkieletu tyranozaura. W nieco mniejszej od wystawy poświęconej dinozaurom Galerii Ewolucji mieszczą się modele i skamieliny zwierząt żyjących na Ziemi, począwszy od kambru, aż do dziś. W Galerii Człowieka przedstawione są eksponaty związane z ewolucją człowieka. Mieszcząca się w muzeum kolekcja minerałów składa się z około 30 tysięcy egzemplarzy, w tym około 140 meteorytów.

## Instytut
W Królewskim Instytucie Nauk Przyrodniczych Belgii pracuje ok. 250 osób, w tym 165 badaczy z różnych dziedzin, między innymi biologii, ekologii, geologii, mineralogii, antropologii, paleontologii, oceanografii oraz inżynierii. Instytut podejmuje także współpracę z licznymi międzynarodowymi organizacjami naukowymi.